# Saint-Gilles-sur-Vie

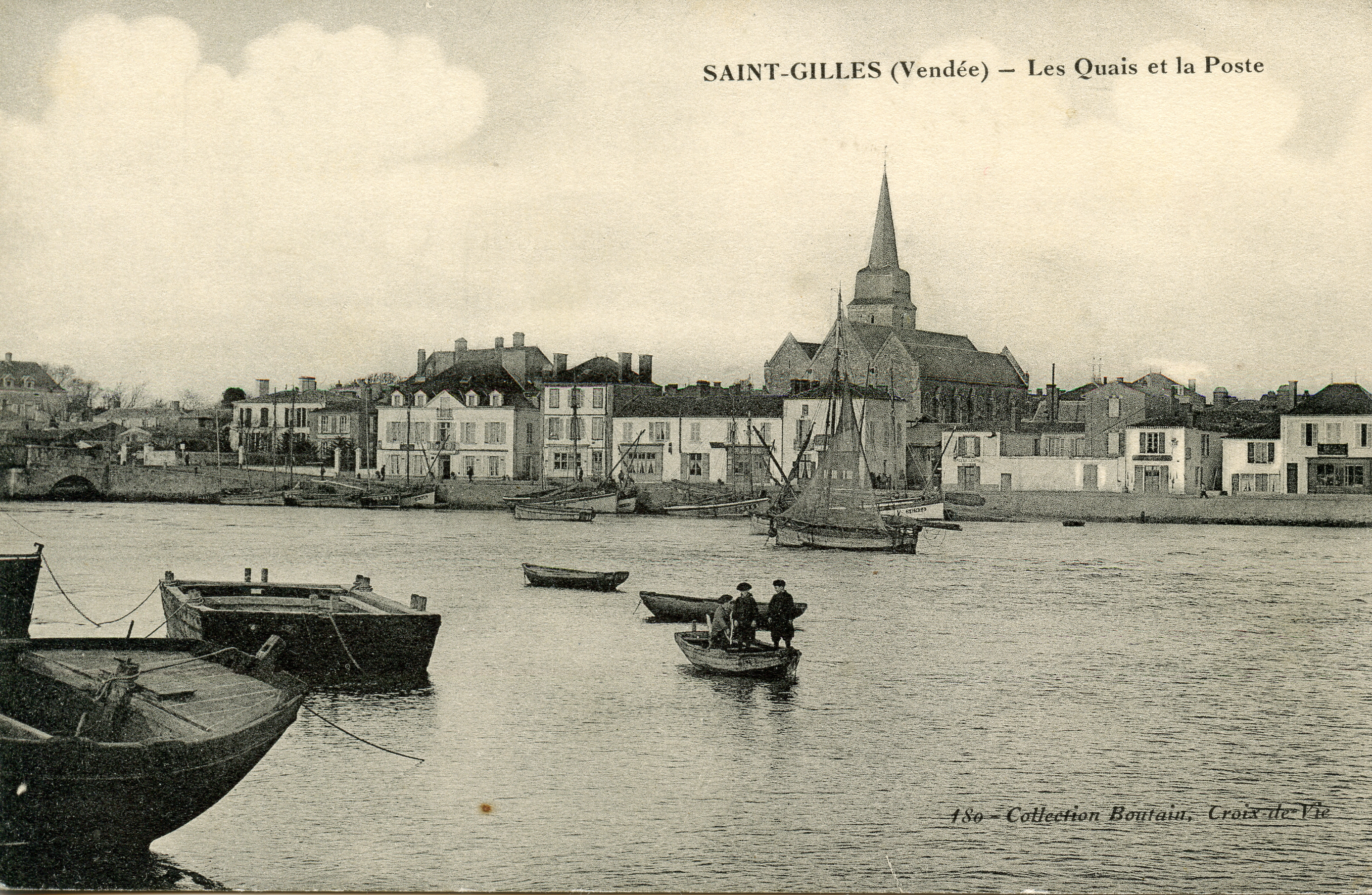

Saint-Gilles-sur-Vie è un antico comune francese, situato nel dipartimento della Vandea.
Situato sulla foce del fiume Vie nella sponda sinistra, Saint-Gilles-sur-Vie fu unito nel 1976 con Croix-de-Vie, situato dall'altro lato del fiume, creando l'odierno comune di Saint-Gilles-Croix-de-Vie.

## Storia
Saint-Gilles-sur-Vie è creato sulla sponda sinistra del fiume nell'antichità come colonia foceana. Nel IX secolo vi si stabilirono alcuni monaci di Saint-Gilles-du-Gard, in quello che allora si chiamava Sidunum, costruendovi un priorato e una chiesa fortificata. Nel medioevo, la città, organizzata attorno alla strada principale (diventata poi via Torterue), divenne un importante porto, capace di accogliere navi con una capacità di cento tonnellate.
Nella metà del XIX secolo, arriveranno a Saint-Gilles dei calvinisti che vi costruirono una chiesa che verrà poi smantellata nel novembre 1665 insieme ad altri diciassette templi del Basso-Poitou (regione che corrisponde al dipartimento della Vandea).
Durante la quarta guerra di Vandea fu teatro della battaglia di Saint-Gilles-sur-Vie combattuta dal 2 al 3 giugno 1815, nella quale si scontrarono i vandeani di Louis de La Rochejaquelein, che stavano usando il porto della città per accogliere i rifornimenti dei britannici, contro gli imperiali del generale Pierre André Grobon, giunto per impedire lo sbarco.